# Cerura bicuspis
Cerura bicuspis är en fjärilsart som beskrevs av Otto Staudinger 1887. Cerura bicuspis ingår i släktet Cerura och familjen tandspinnare. Inga underarter finns listade i Catalogue of Life.